# Ingham Township (comté de Franklin, Iowa)
Ingham Township est un township, du comté de Franklin en Iowa, aux États-Unis,.

## Histoire
Il est fondé en 1858 et nommé en l'honneur de George H. Ingham, un pionnier, originaire de l'Ohio.